# ماري لورين
ماري لورين (بالإنجليزية: Marie Lorraine)‏ هي ممثلة أسترالية، ولدت في 3 يناير 1899 بسيدني في أستراليا، وتوفيت في 5 مارس 1982 بلندن في المملكة المتحدة. من الجوائز التي نالتها لفافة الشرف النسائية الفيكتورية ‏.

## جوائز
- لفافة الشرف النسائية الفيكتورية [الإنجليزية]‏

## وصلات خارجية
- ماري لورين على موقع IMDb (الإنجليزية)